# Opius tobiasi
Opius tobiasi är en stekelart som beskrevs av Fischer 1959. Opius tobiasi ingår i släktet Opius och familjen bracksteklar. Inga underarter finns listade i Catalogue of Life.